# 克雷普巴赫河
47°28′38″N 11°03′02″E / 47.47710°N 11.05054°E

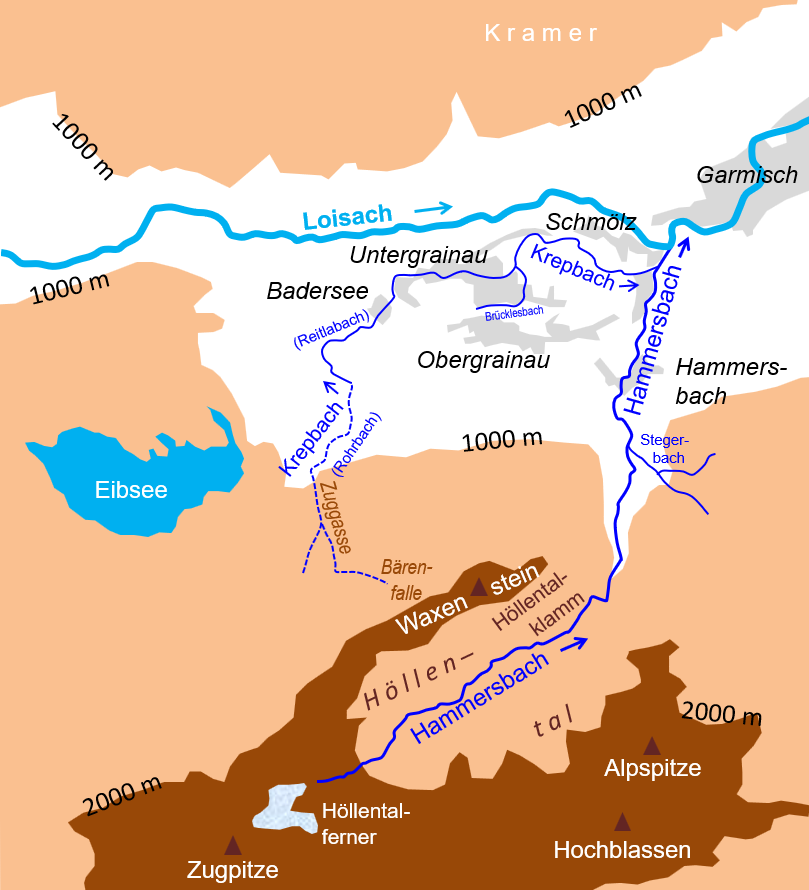

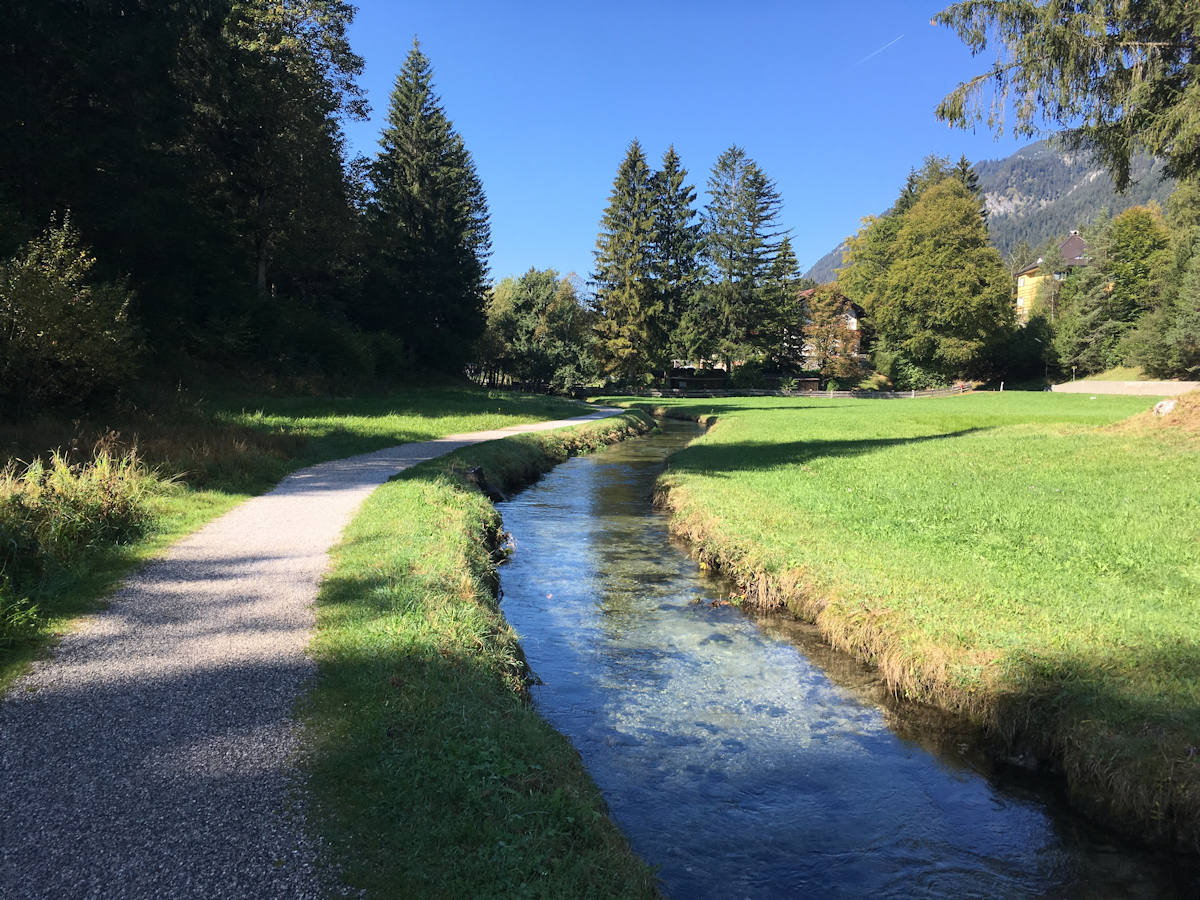

克雷普巴赫河（德語：Krepbach），是德國的河流，位於該國東南部，由巴伐利亞負責管轄，屬於哈默斯巴赫河的支流，河道全長7.6公里，河畔城鎮有格賴瑙。